# Mohammad Ali Najafabadi
Mohammad Ali Najafabadi (persisch محمدعلی نجف‌آبادی; * 1949) ist ein iranischer Geistlicher, Politiker und Diplomat im Ruhestand.

## Werdegang
Während des Exils von Ruhollah Chomeini in Paris übersetzte er dessen Reden ins Arabische.
In den Legislaturperioden von 1981 bis 1984 und von 1984 bis 1988 war er Vertreter des Wahlkreises Teheran im Madschles. In dieser Zeit war er Parlamentarischer Staatssekretär im Außenministerium.
Von 1. September 1989 bis 1990  war er Botschafter in Abu Dhabi.
Von 1992 bis 1994 war er Botschafter in Riad (Saudi-Arabien).